# HD 206509
HD 206509，又名BD+54 2595，SAO 33656、HR 8290，是一颗恒星，视星等为6.2，位于銀經97.74，銀緯1.61，其B1900.0坐标为赤經21h 37m 24.5s，赤緯+54° 1.61′ 2″。